# 村上開明堂
株式会社村上開明堂（むらかみかいめいどう、英: MURAKAMI CORPORATION）は、日本の自動車用バックミラーなどを製造する自動車部品メーカーである。自動車用バックミラー製造では国内首位である。本社は静岡県静岡市にある。

## 沿革

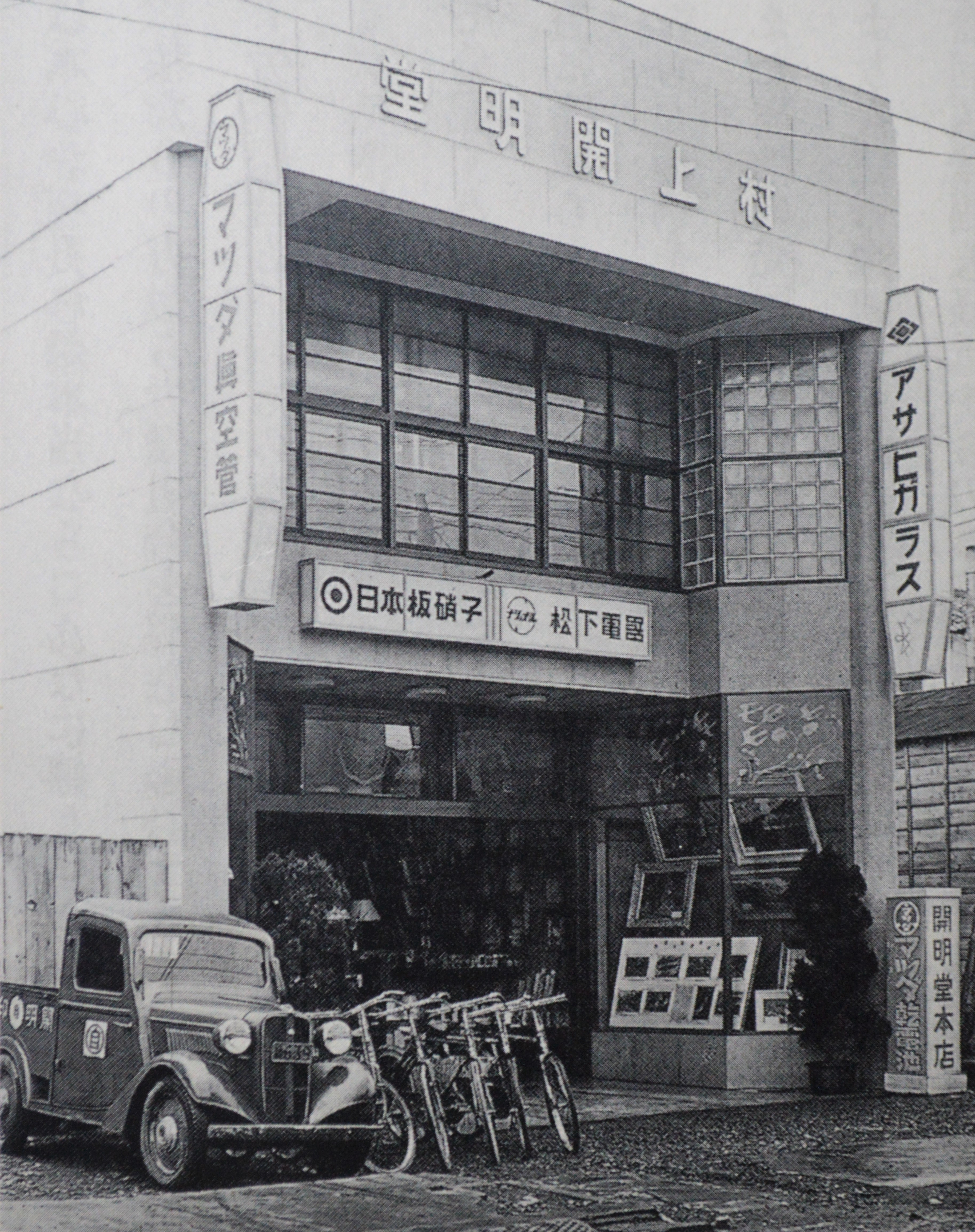
1941年撮影

- 1882年 - 静岡県有渡郡静岡七間町一丁目（現・静岡市葵区七間町）に開明堂を創業。
- 1886年 - 東海道線の鉄道工事用として手提げ角灯（カンテラ）を受注、製造販売開始　同時に建築用板ガラスの販売を開始。
- 1897年 - 水銀焼付け法による鏡の製造開始.
- 1923年 - 旭硝子（現・AGC）の特約店になる。
- 1924年 - 静岡市宮本町に鏡の銀引・面取工場を稼動。
- 1936年 - 社名として村上開明堂の使用をはじめる。
- 1948年 - 株式会社村上開明堂を設立[2]。
- 1958年 - トヨタ自動車工業（現・トヨタ自動車）と取引開始。
- 1967年 - バックミラー生産拡大のため、静岡県藤枝市に藤枝事業所開設。三菱重工業（現・三菱自動車工業）と取引開始。
- 1970年 - 事業部制を導入し、硝子事業部(本社)、バックミラー事業部(藤枝)を併設。
- 1976年 - 本田技研工業と取引開始。
- 1977年 - 建材事業の拠点として、流通センター事業所（静岡市）を開設。
- 1979年 - 日産自動車と取引開始。
- 1982年 - 鈴木自動車工業（現・スズキ）と取引開始。
- 1989年 - 光学産業分野の需要に応えるため、ファインガラス事業に進出(オプトロニクス事業部)。
- 1990年 - バックミラーの生産体制充実のため、静岡県焼津市に焼津事業所を開設。
- 1991年 - 株式を店頭登録[2]。
- 1995年 - 東京証券取引所2部に上場[2]。
- 1996年 - バックミラーの生産体制充実のため静岡県藤枝市に大井川事業所を開設。MATCO（タイ）設立。
- 1999年 - QS-9000認証取得（ミラーシステム事業部門）。
- 2000年 - MMUS（米国）設立。
- 2001年 - MMT（タイ）設立。ISO14001認証取得。村上開明堂(香港)有限公司（香港）設立。
- 2002年 - 嘉興村上石崎汽車配件有限公司（中国）設立。
- 2003年 - 富士重工業（現・SUBARU）と取引開始。
- 2004年 - MST（タイ）設立。
- 2007年 - 福岡県朝倉市にバックミラーの製造及び販売拠点として、株式会社村上開明堂九州を設立。
- 2010年 - 静岡市葵区伝馬町に本社移転。株式会社村上開明堂コンフォーム設立。
- 2011年 - 合弁会社として嘉興奥尓薩村上汽車配件有限公司を設立。
- 2012年 - 静岡県藤枝市に築地工場を新設。嘉興村上石崎汽車配件有限公司を嘉興村上汽車配件有限公司に社名変更。創業130年を機に経営理念を刷新。インドネシアに合弁会社PT. Murakami Delloyd Indonesiaを設立。
- 2013年 - タイにMurakami Corporation (Thailand) Ltd.を設立。
- 2014年 - メキシコにMurakami Manufacturing Mexico, S.A. de C.V.を設立。株式会社村上開明堂精機が解散。
- 2015年 - ドイツに営業・設計事務所として欧州ブランチオフィスを開設。村上開明堂（香港）有限公司が解散。
- 2016年 - 株式会社村上開明堂コンフォームの株式を譲渡。Murakami Saikyu (Thailand) Co. Ltd., を100%子会社とし、Murakami Mold Engineering (Thailand) Co. Ltd.に社名変更。インドに Murakami Manufacturing India Private Limitedを設立。中国・広東省佛山市に佛山村村上汽車配件有限公司（孫会社）を設立。
- 2017年 - ドイツにMurakami Germany GmbHを設立。中国・天津市に天津村上汽車配件有限公司（孫会社）を設立。
- 2022年 - 群馬県太田市の大嶋電機製作所（現・村上開明堂東日本）を連結子会社化。東京証券取引所の再編によりスタンダード市場に移行。

## 事業所
- 本社 - 静岡県静岡市葵区伝馬町
- ミラーシステム事業部
  - 藤枝事業所 - 静岡県藤枝市
  - 焼津事業所 - 静岡県焼津市
  - 大井川事業所 - 静岡県藤枝市
- オプトロニクス事業部 - 静岡県藤枝市

## 製品
自動車向けミラー商品
- ドアミラー用 親水膜ミラー（ノーマル色/ブルー）
- ACM（自動防眩ミラー）
- アスフェリカルミラー（非球面ミラー）
- ヒーター付きドアミラー（寒冷地仕様向けミラー）
- プリズムミラー（ルームミラー）
- バックギア連動ドアミラー